# Агеев, Олег (легкоатлет)
Олег Агеев (род. 6 мая 1930) — советский легкоатлет, специалист по бегу на средние дистанции. Выступал за сборную СССР по лёгкой атлетике в середине 1950-х годов, победитель и призёр первенств всесоюзного значения, бывший рекордсмен мира в эстафете 4 × 800 метров, участник чемпионата Европы в Берне. Представлял город Ленинград и Вооружённые Силы. Мастер спорта СССР.

## Биография
Олег Агеев родился 6 мая 1930 года.
Занимался лёгкой атлетикой в Ленинграде, выступал за Советскую Армию.
Впервые заявил о себе на всесоюзном уровне в сезоне 1952 года, когда на чемпионате СССР в Ленинграде в составе команды Советской Армии стал серебряным призёром в эстафете 4 × 400 метров.
В 1953 году на чемпионате СССР в Москве с ленинградской командой выиграл бронзовую медаль в эстафете 4 × 400 метров.
Благодаря череде удачных выступлений в 1954 году удостоился права защищать честь страны на чемпионате Европы в Берне — в беге на 800 метров остановился на стадии полуфиналов, в эстафете 4 × 400 метров так же в финал не вышел. На последовавшем чемпионате СССР в Киеве в тех же дисциплинах одержал победу.
1 августа 1955 года на соревнованиях в Риге вместе с соотечественниками Георгием Ивакиным, Геннадием Модойем и Евгением Соколовым обновил мировой рекорд в эстафете 4 × 800 метров — 7:26.4. Позднее на чемпионате СССР в Тбилиси победил в эстафете 4 × 400 метров.